# 加茂正典
加茂 正典（かも まさのり、1955年4月 - ）は、日本の歴史学者・神道史家。皇學館大学文学部神道学科教授。博士（文化史学）（同志社大学、2001年）。

## 略歴
大阪府出身。1979年に同志社大学文学部文化学科を卒業後、1987年に同大学院文学研究科博士後期課程単位取得。短期大学の非常勤講師などを経て、1994年に皇學館大学神道研究所専任講師、1997年に同助教授、2004年から同教授。
神道史、特に大嘗祭をはじめとする天皇即位儀礼などの儀式研究に従事。

## 著書

### 単著
- 『日本古代即位儀礼史の研究』思文閣出版、1999年
- 『江戸時代の神宮と朝廷』伊勢神宮崇敬会、2003年

### 編著
- （谷省吾共編）『鈴木重胤紀行文集 1,2,3』皇學館大学神道研究所、2003年-

### 共著
- （横田健一先生古稀記念会編）『日本書紀研究 16』塙書房、1987年
- （国書逸文研究会編）『新訂増補国書逸文』国書刊行会、1995年
- （岩井忠熊・岡田精司編）『天皇代替り儀式の歴史的展開』柏書房、1989年
- （所功先生還暦記念会編）『国書・逸文の研究』臨川書店、2001年
- （笠井昌昭編）『文化史学の挑戦』思文閣出版、2005年
- （東アジア恠異学会編）『亀卜』臨川書店、2006年